# Washington (Nova Jersey)
Washington és una població dels Estats Units a l'estat de Nova Jersey. Segons el cens del 2007 tenia 6.695 habitants.

## Demografia
Segons el cens del 2000, Washington tenia 6.712 habitants, 2.724 habitatges, i 1.686 famílies. La densitat de població era de 1.322,2 habitants/km².
Dels 2.724 habitatges en un 33,9% hi vivien nens de menys de 18 anys, en un 45,5% hi vivien parelles casades, en un 12,2% dones solteres, i en un 38,1% no eren unitats familiars. En el 31,6% dels habitatges hi vivien persones soles el 10,4% de les quals corresponia a persones de 65 anys o més que vivien soles. El nombre mitjà de persones vivint en cada habitatge era de 2,46 i el nombre mitjà de persones que vivien en cada família era de 3,15.
Per edats la població es repartia de la següent manera: un 26,5% tenia menys de 18 anys, un 8% entre 18 i 24, un 33,8% entre 25 i 44, un 21% de 45 a 60 i un 10,7% 65 anys o més.
L'edat mediana era de 35 anys. Per cada 100 dones de 18 o més anys hi havia 93 homes.
La renda mediana per habitatge era de 47.000 $ i la renda mediana per família de 61.379 $. Els homes tenien una renda mediana de 41.436 $ mentre que les dones 31.880 $. La renda per capita de la població era de 23.166 $. Aproximadament el 5% de les famílies i el 5,6% de la població estaven per davall del llindar de pobresa.

## Poblacions més properes
El següent diagrama mostra les poblacions més properes.